# Report from the Aleutians
Report from the Aleutians ist ein US-amerikanischer Dokumentarfilm aus dem Jahr 1943.

## Handlung
Die Dokumentation berichtet von der Schlacht um die Aleuten im Zweiten Weltkrieg. Nachdem japanische Einheiten die Inseln Kiska Island und Attu im Juni 1942 besetzten, mussten sich die amerikanischen Truppen auf der Insel Adak einrichten. Der Film beschreibt das alltägliche Leben unter den harten Bedingungen. Die Soldaten werden auf ihren Patrouillen begleitet. Auch eine Bruchlandung und ein Begräbnis werden gezeigt.
Die amerikanische Luftwaffe führte von Adak aus Bombenangriffe mit Bombern vom Typ B-17 und B-24 auf Kiska durch.

## Auszeichnungen
1944 wurde der Film in der Kategorie Bester Dokumentarfilm für den Oscar nominiert.
Zusätzlich gewann der Film einen Spezialpreis des New York Film Critics Circle.

## Hintergrund
Uraufgeführt wurde der Film am 18. Juni 1943 in New York.
Sprecher des Films war neben Regisseur John Huston dessen Vater Walter Huston.
Produziert wurde er vom United States Army Pictorial Service des US Army Signal Corps. Den Verleih übernahm MGM.